# Palpares abyssinicus
Palpares abyssinicus är en insektsart som beskrevs av Hermann Julius Kolbe 1898. Palpares abyssinicus ingår i släktet Palpares och familjen myrlejonsländor. Inga underarter finns listade i Catalogue of Life.